# Église orthodoxe vieille-ritualiste russe

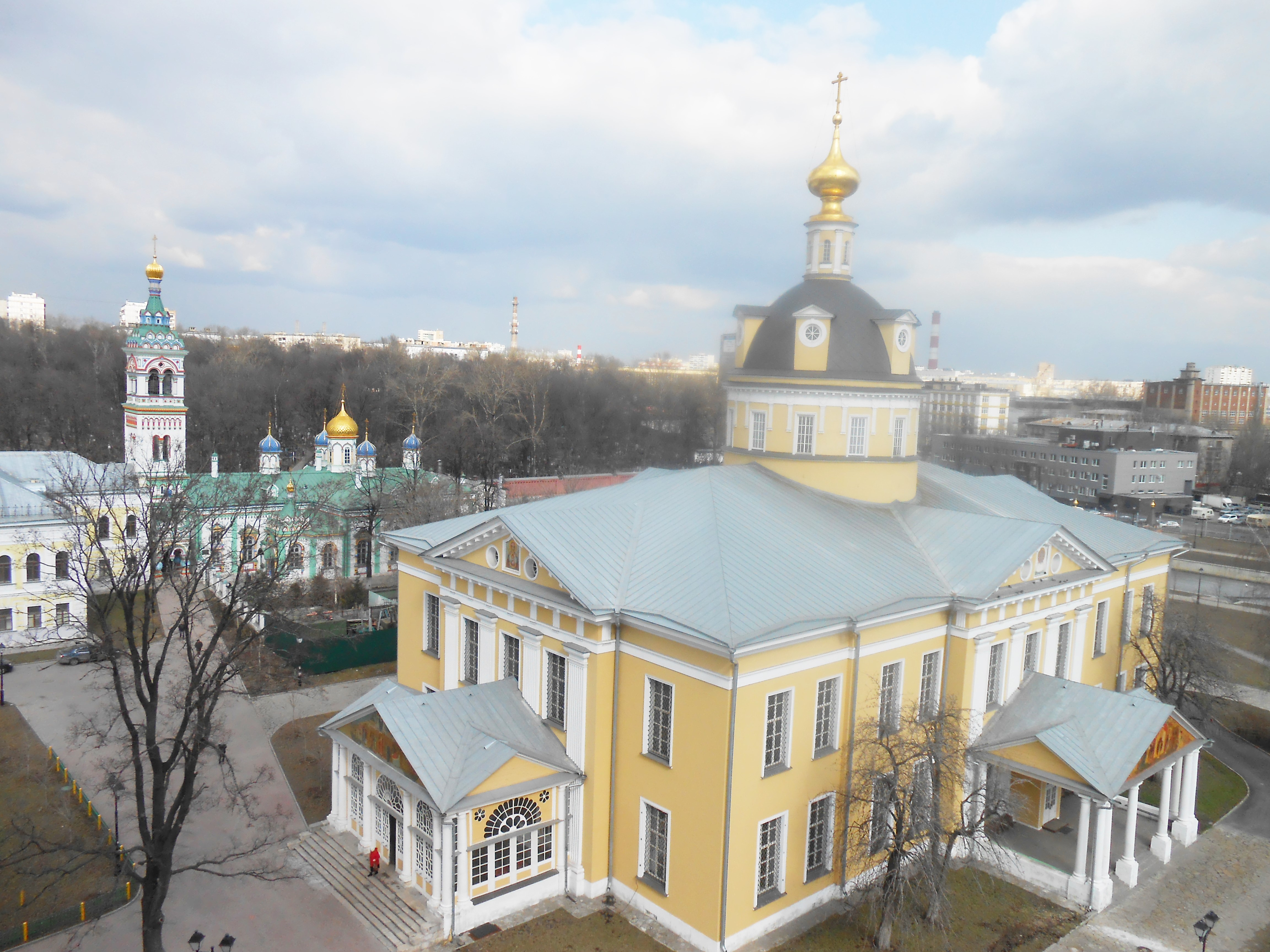
Cathédrale au cimetière Rogojskoïe à Moscou, centre spirituel et administratif de l'Église

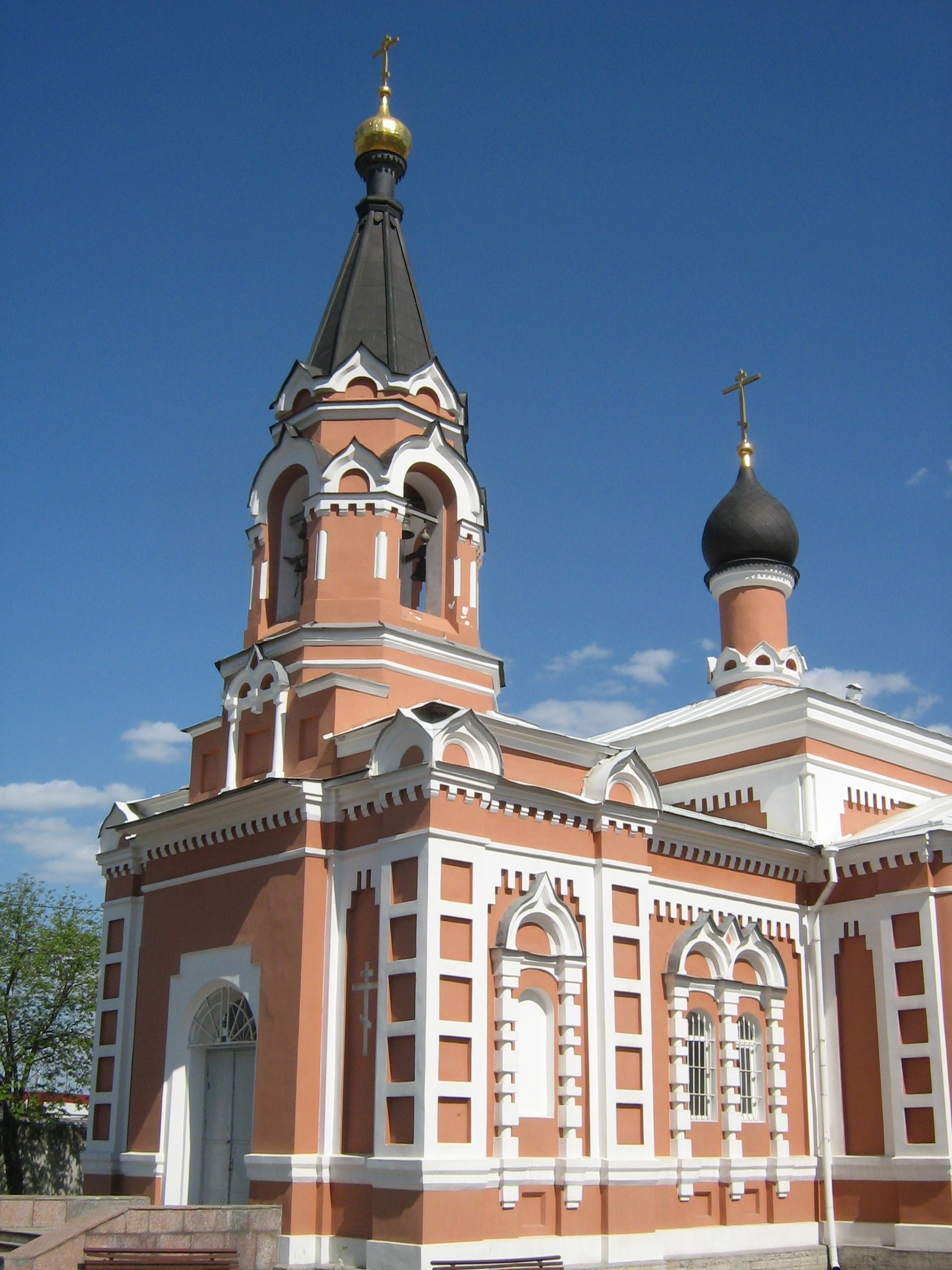
Église de l'Intercession, cathédrale de Saint-Pétersbourg

L'Église orthodoxe vieille-ritualiste russe ou Église orthodoxe russe des Vieux-croyants (en russe : Русская Православная Старообрядческая Церковь) est une Église orthodoxe vieille-croyante.
Du XVIIIe siècle à 1988, le nom officiel de l'Église a été Église vieille-orthodoxe du Christ ou Ancienne Église orthodoxe du Christ (Древлеправославная Церковь Христова).
C'est la première et la plus importante des Églises de la branche presbytérienne (« avec prêtres ») des orthodoxes vieux-croyants en Russie et une des deux Églises dites de la « Hiérarchie de Bila Krynytsya ».
En 1988, elle s'est déclarée indépendante de la Métropole de Bila Krynytsya (Église orthodoxe vieille-ritualiste en Roumanie).
Le chef de l'Église porte depuis 1988 le titre de Métropolite de Moscou et de toute la Russie, avec résidence à Moscou, au complexe du cimetière Rogojskoïe (titulaire actuel : Corneille depuis le 18 octobre 2005).

## Dénominations
Plusieurs noms existent pour désigner ce courant : Hiérarchie de Bila Krynytsya ou Hiérarchie autrichienne.

## Organisation

### Structure territoriale
Il y a une paroisse à Sydney en Australie, des missions en Ouganda et au Pakistan.

### Monachisme

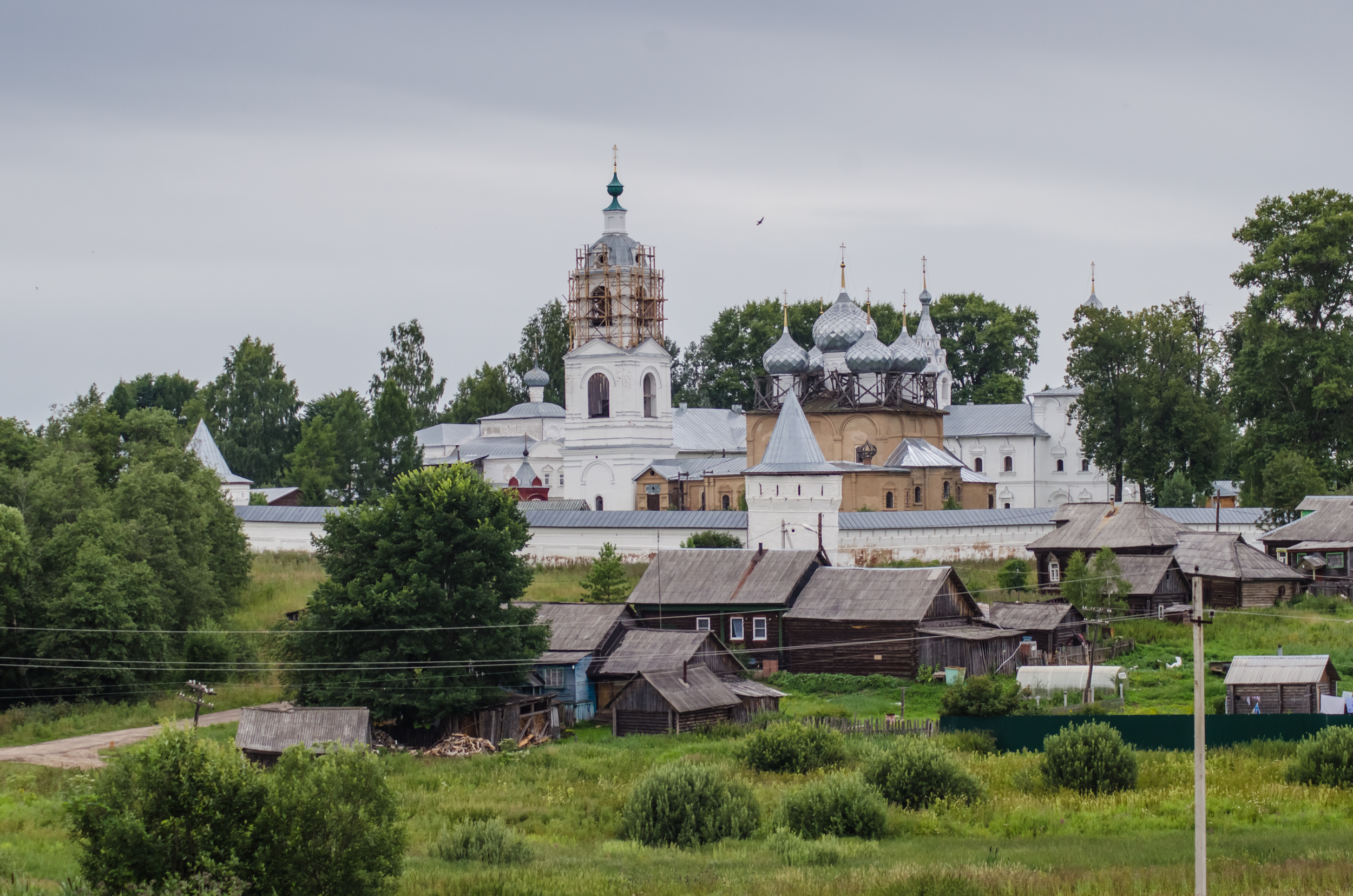
Monastère féminin Saint-Nicolas à Ouléïma

En 1992, le monastère Saint-Nicolas dans le village d'Ouléïma (près de la ville d'Ouglitch, région de Iaroslavl) a été relancé en tant que monastère masculin. En 1998, le monastère a été transformé en un monastère féminin,.
En 2017, l'ancien monastère de la Dormition à Tcheremchany (près de la ville de Khvalynsk, région de Saratov) a été restitué. Pendant la période soviétique il avait été transformé en sanatorium. La restauration est en cours dans la perspective de la relance de la vie monastique,.

## Mouvements centrifuges et schismes
En 2007, Germain (Savaliev), évêque de l'Oussourie et de l'Extrême-Orient, s'est séparé de l'Église pour former une nouvelle juridiction schismatique. L'Église vieille-orthodoxe du Christ (Древлеправославная Церковь Христова) - reprise du nom historique de l'Église - compte deux évêchés et une quinzaine de paroisses. Germain en est le primat avec le titre d'« évêque de Moscou », depuis le 22 novembre 2007.

## Relations avec les autres Églises

### Relations avec les autres Églises vieilles-croyantes
En Russie, l'Église participe aux travaux du Groupe de travail pour la coordination de la coopération inter-vieux-croyants (en russe : Рабочей группы по координации межстарообрядческого сотрудничества).
Ce groupe de travail s'est réuni pour la première fois le 15 janvier 2016 au Centre culturel et de pèlerinage Avvakoum au cimetière Préobrajensky à Moscou avec des représentants de l'Église orthodoxe vieille-ritualiste russe, de l'Église vieille-orthodoxe russe, de l'Église vieille-orthodoxe pomore et de l'Église vieille-orthodoxe vieille-pomore. La Confession des Chapelles, par contre, n'a pas de représentant dans ce groupe.
Le 3 mars 2016, à la Maison des nationalités de Moscou, une table ronde s'est tenue sur le thème « Problèmes réels des Vieux-croyants », à laquelle ont participé des représentants des principaux courants des Vieux-croyants de Russie, notamment les primats des différentes Églises : Corneille (Titov) de l'Église orthodoxe vieille-ritualiste russe, Alexandre de l'Église vieille-orthodoxe russe et Oleg Ivanovitch Rozanov de l'Église vieille-orthodoxe pomore. Cette rencontre est une première historique.
Un Forum international des Vieux-croyants a eu lieu à Moscou les 18 et 19 mai 2021 à l'occasion du 400e anniversaire de la naissance de l'archiprêtre Avvakoum. Il a été organisé conjointement par l'Église orthodoxe vieille-ritualiste russe, l'Église vieille-orthodoxe pomore et l'Église vieille-orthodoxe vieille-pomore (par contre, sans l'Église vieille-orthodoxe russe, qui a décidé de se retirer du groupe de travail).
À la suite de son rapprochement avec l'archevêché orthodoxe vieux-ritualiste, l'Église orthodoxe vieille-ritualiste lipovène rompt la communion avec elle en octobre 2023

## Relations avec les États et les autorités

### Ukraine
Une loi du 20 décembre 2018 « Sur la liberté de conscience et des organisations religieuses » oblige les organisations religieuses qui sont liées à - ou qui ont leur siège dans - un pays considéré comme agresseur d'indiquer cette dépendance dans leur dénomination. Cinq Églises sont dans cette situation dont l'Église orthodoxe vieille-ritualiste russe et son diocèse en Ukraine.

## Рrimats de l'Église orthodoxe vieille-ritualiste russe

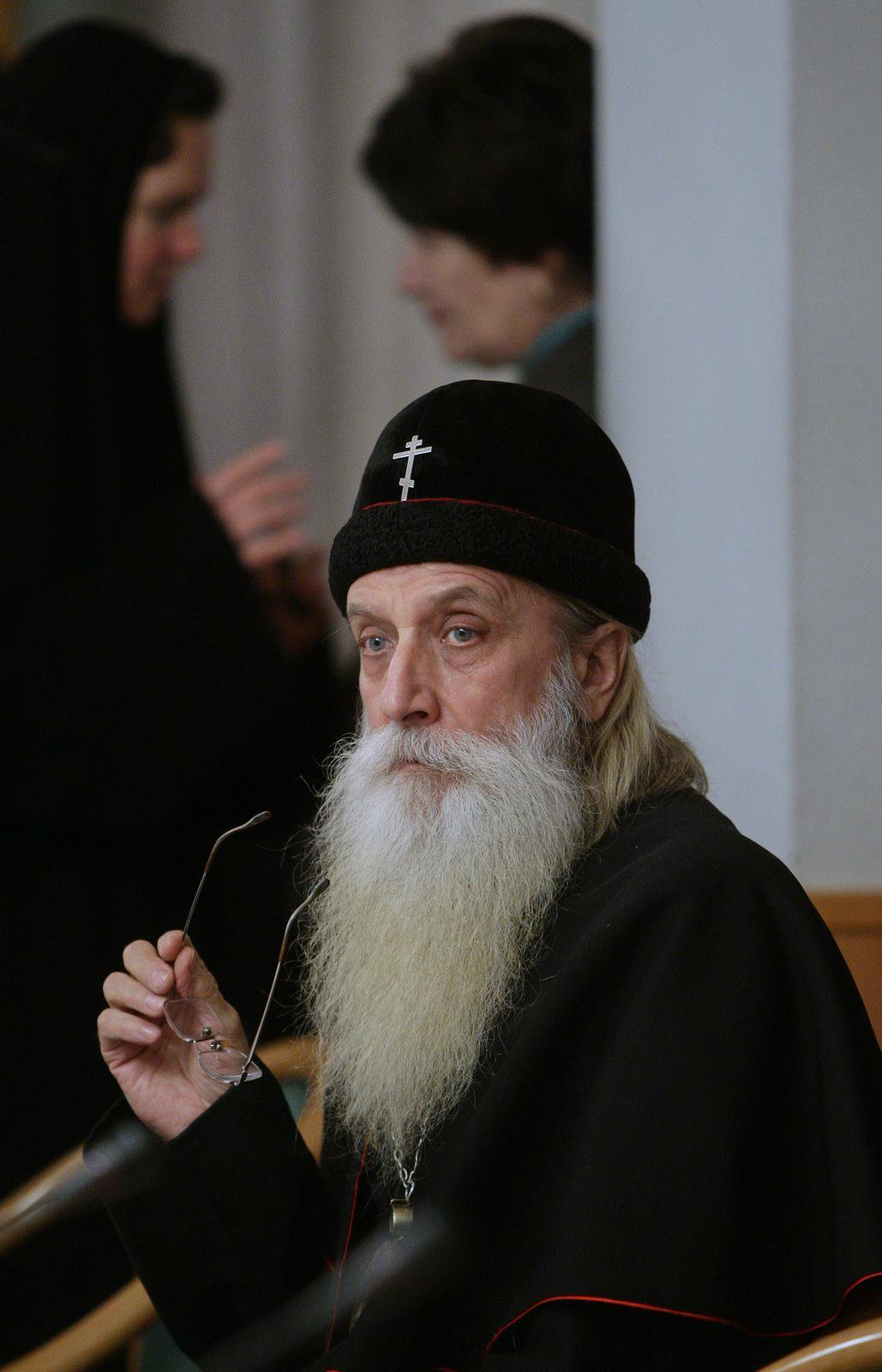
Métropolite Corneille

- Alimpy (Goussev) (1986-1988)

Métropolites de Moscou et de toute la Russie
- Alimpy (Goussev) (1988 - 31 décembre 2003)
  - Jean (Vitouchkine) de Iaroslavl, Locum tenens (31 décembre 2003 - 12 février 2004)
- Andrian (Tchetvergov) (12 février 2004 - 10 août 2005)
  - Jean (Vitouchkine) de Iaroslavl, Locum tenens (11 août 2005 - 18 octobre 2005)
- Corneille (Titov) (18 octobre 2005 - aujourd'hui)

## Culture et traditions
Les fidèles de l'Église orthodoxe vieille-ritualiste russe, comme les autres Vieux-croyants, ne se veulent pas seulement les héritiers légitimes de l'Église de Russie historique. Ils se considèrent aussi comme les préservateurs des valeurs et de la culture russe traditionnelles :
- ils ont conservé la pratique du chant Znamenny ;
- ils portent les habits traditionnels, notamment dans les lieux de culte (chemise avec ceinture pour les hommes, voile pour les femmes) ;
- les hommes portent la barbe non taillée.